# Josep Maria Rañé i Blasco
Josep Maria Rañé i Blasco (Barcelona, 1954) és un sindicalista i polític català, nomenat Conseller de Treball i Indústria de la Generalitat de Catalunya entre 2003 i 2006, i president del Consell de Treball, Econòmic i Social de Catalunya entre 2008 i 2014.

## Biografia
Va néixer el 15 de juny de 1954 a la ciutat de Barcelona. Va cursar estudis d'enginyeria industrial superior. És membre de la Fundació Josep Comaposada i de la Fundació Utopia, centre Joan N. García-Nieto d'estudis socials del Baix Llobregat.
Afiliat a la Unió General de Treballadors (UGT) de Catalunya des del 1976, n'ha estat secretari general (1978-1979) de la Unió Local de Sant Feliu de Llobregat, secretari de política sindical (1979-1981), secretari general (1981-1990) de la Unió Comarcal del Baix Llobregat, secretari de política institucional del Secretariat Nacional de la UGT de Catalunya (1990-1997) i Defensor dels afiliats i afiliades de la UGT (1997-2001).

## Activitat política
Militant del Partit dels Socialistes de Catalunya (PSC) des del 1984. Membre de l'Executiva del Baix Llobregat, n'ha estat responsable, de la secretaria de Política Social de l'Executiva Nacional.
Regidor de Joventut i Treball de l'Ajuntament de Sant Just Desvern (1983-1984), posteriorment fou regidor de l'Ajuntament de Sant Feliu de Llobregat des del 1999-2003 i des del 2007-2008, del qual en fou segon tinent d'alcalde i portaveu del Grup Municipal Socialista i regidor delegat d'Hisenda, Serveis Generals i Segurat Ciutadana.
Fou membre de la Comissió Executiva del Consell de Treball, del Consell General de l'Institut Català de la Salut, del Consell Català de la Salut i del Consell de Direcció del Servei Català de la Salut, del Plenari de l'Institut d'Estudis Laborals de la Universitat de Barcelona, del Consell Econòmic i Social de l'Ajuntament de Barcelona i del Consell General de l'Institut Nacional de la Seguretat Social (INSS).
Diputat de la III, la IV, la V, la VI i la VII legislatures (1988- 2003 i 2007-2008) i portaveu socialista dels temes de Treball i Indústria, membre de les comissions parlamentàries de d'Indústria, Energia, Comerç i Turisme, Política Social, Sindicatura de Comptes i Comissió Permanent de Legislatura sobre el Procés d'Equiparació Dona-Home.
El 20 de desembre de 2003 va ser nomenat Conseller de Treball i Indústria en el govern de la Generalitat presidit per Pasqual Maragall. El 20 d'abril de 2006, arran de la remodelació de govern impulsada pel president Maragall va ser destituït del càrrec i substituït per Jordi Valls i Riera fins al final de la legislatura.
El 5 de juny de 2008 va ser nomenat president del Consell de Treball, Econòmic i Social de Catalunya, càrrec que va ocupar fins al 29 de maig de 2014.